# 林海
林海（リム・ヘ、1900年代 - 1962年）は、朝鮮の独立運動家、朝鮮民主主義人民共和国の政治家・軍人。本名朱春吉（チュ・チュンギル）。延安派に属する。

## 経歴
1900年に咸鏡北道もしくは1908年に慶尚道で生まれた。北満または東満で抗日闘争に参加した後、ソビエト連邦へ留学し、1937年初頭から1938年夏にかけてモスクワの民族・植民地問題研究所（旧東方勤労者共産大学）朝鮮班に所属した。1939年3月にモスクワを出発し、新疆を経て同年9月末に延安へ到着。1940年頃、抗日軍政大学東北幹部訓練班で学習した。その後、華北朝鮮独立同盟で活動し、第二次世界大戦終結当時は独立同盟中央執行委員を務めていた。
朝鮮北半部へ帰国し、1946年2月16日、朝鮮新民党中央執行委員となる。1946年8月、北朝鮮労働党第1回党大会において党中央委員会委員に選出。1946年8月、羅南で創設された第2保安幹部訓練所の文化副所長となる。1946年12月、第2訓練所が第2師団へ発展したことに伴い文化副師団長。1948年3月30日、北朝鮮労働党第2回党大会で党中央委員会委員に再選。1948年、林海は軍事見学団員として訪ソしたがその帰国後に軍から左遷された。1950年6月6日、復帰して第2軍団文化副軍団長に任命され、朝鮮戦争に参戦した。後退戦時には第37師団長を務める。
1952年2月から1955年7月まで駐ソ連大使。1955年10月、中央検閲委員会委員長。1956年4月、朝鮮労働党第3回党大会で党中央委員会委員兼常務委員会委員に選出。1956年9月、中国共産党第8回全国大会に朝鮮労働党代表として出席。1956年12月15日、朴憲永事件の最高裁判所特別裁判員となる。1957年8月、最高人民会議第2期代議員。1957年12月、祖国統一民主主義戦線中央委員。1958年9月、朝鮮労働党中央委員会対外連絡部長。1958年9月29日から1960年8月まで貿易相、1960年9月から1961年9月まで農業相を務めたが、1962年に宗派分子の容疑をかけられたためソ連へ亡命し、同年中に死去した。
1958年9月、朝鮮民主主義人民共和国建国10周年に際し第1級国旗勲章受章。